# 1954
1954 (MCMLIV) je bilo navadno leto, ki se je po gregorijanskem koledarju začelo na petek.

## Dogodki

### Januar – junij
- 17. januar - Milovan Đilas, ena ključnih osebnosti v Zvezi komunistov Jugoslavije, je izključen iz vlade SFRJ.
- 21. januar - splovljena je USS Nautilus, prva jedrska podmornica na svetu.
- 23. februar - v ameriškem Pittsburghu se prične prvo množično cepljenje otrok proti otroški ohromelosti.
- 25. februar - Gamal Abdel Naser postane ministrski predsednik Egipta.
- 1. marec - operacija Castle Bravo: ZDA na atolu Bikini v Mikroneziji prvič preizkusijo vodikovo bombo s trdnim eksplozivom.
- 13. marec - vojna v Indokini: prične se bitka za Dien Bien Phu.
- 30. marec - v Torontu odprejo prvo linijo podzemne železnice v Kanadi.
- 4. april - italijanski dirigent Arturo Toscanini doživi izgubo spomina med koncertom in po tistem ne dirigira več v javnosti.
- 26. april - v Ženevi se prične mednarodna konferenca, na kateri svetovni voditelji razpravljajo o politični situaciji v Koreji in Indokini.
- 4. maj - Alfredo Stroessner pride z državnim udarom na oblast v Paragvaju.
- 6. maj - Anglež Roger Bannister postane prvi človek, ki je pretekel miljo v manj kot štirih minutah.
- 15. junij - v Baslu je ustanovljeno Združenje evropskih nogometnih zvez (UEFA).
- 16. junij – 4. julij - v Švici se odvija svetovno prvenstvo v nogometu.
- 27. junij:
  - v državnem udaru pod vodstvom ameriške obveščevalne agencije CIA je strmoglavljen predsednik Gvatemale Jacobo Árbenz Guzmán in na čelo države nastavljen Carlos Castillo Armas.
  - v ruskem Obninsku odprejo prvo jedrsko elektrarno na svetu.

### Julij – december
- 31. julij - italijanska alpinista Achille Compagnoni in Lino Lacedelli kot prva osvojita himalajski vrh K2.
- 9. september - v potresu v mestu Orléansville (danes Chlef) v Alžiriji umre več kot 1500 ljudi.
- 26. september - pred obalo Hokaida na Japonskem umre 1153 ljudi, ko zaradi tajfuna potone železniški trajekt Toja Maru.
- 5. oktober - s podpisom londonskega memoranduma je začasno urejeno vprašanje meje v Slovenski Istri in okolici Trsta med Italijo in Jugoslavijo.
- 11. oktober - Viet Minh prevzame oblast v Severnem Vietnamu.
- 23. oktober:
  - Zahodna Nemčija postane članica zveze NATO.
  - na osnovi sporazuma iz Bruslja (1948) je ustanovljena Zahodnoevropska unija.
- 31. oktober - Nacionalna fronta za osvoboditev prične boj proti francoski oblasti v Alžiriji.
- 3. november - premiera prvega filma z Godzillo na Japonskem.
- 14. november - Gamal Abdel Naser odstavi Mohameda Nagiba in prevzame položaj predsednika Egipta.
- 23. november - borzni indeks Dow Jones Industrial Average prvič preseže vrednost tik pred zlomom newyorške borze leta 1929, ki mu je sledila velika gospodarska kriza.
- 23. december - ameriška zdravnika J. Hartwell Harrison in Joseph Murray opravita prvo uspešno presaditev ledvice na svetu.
- 24. december - Laos postane neodvisna država.

## Rojstva
- 12. januar - Howard Stern, ameriški radijski voditelj
- 29. januar - Oprah Winfrey, ameriška televizijska voditeljica, producentka in založnica
- 7. februar - Dieter Bohlen, nemški glasbenik
- 15. februar - Matt Groening, ameriški animator
- 18. februar - John Travolta, ameriški filmski igralec
- 23. februar - Viktor Juščenko, ukrajinski politik
- 9. marec - Bobby Sands, irski upornik († 1981)
- 7. april - Jackie Chan, hongkonški igralec in mojster borilnih veščin
- 23. april - Michael Moore, ameriški filmski režiser in pisatelj
- 13. maj - Johnny Logan, irski glasbenik
- 31. maj - Brina Švigelj-Mérat, slovenska pisateljica in novinarka
- 6. junij - Tim O'Reilly, ameriški založnik irskega rodu
- 21. junij - Augustus Pablo, jamajški pevec reggaeja, klaviaturist († 1999)
- 17. julij - Angela Merkel, nemška političarka
- 28. julij - Hugo Chávez, venezuelski politik
- 16. avgust - Jamer Cameron, kanadski filmski režiser
- 22. avgust - Metod Dragonja, slovenski gospodarstvenik in politik
- 25. avgust - Elvis Costello, britanski glasbenik
- 26. avgust - Tomo Križnar, slovenski popotnik
- 30. avgust - Aleksander Lukašenko, beloruski politik
- 18. september - Dennis Wayne Johnson, ameriški košarkar
- 1. oktober - Martin Strel, slovenski plavalec
- 3. oktober - Stevie Ray Vaughan, ameriški kitarist († 1990)
- 30. oktober - Jože Bohorč, slovenski harmonikar in skladatelj († 2021)
- 14. november - Condoleezza Rice, ameriška političarka
- 15. november - Aleksander Kwaśniewski, poljski politik
- 18. november - Adrian Mihalčišin, slovenski šahist ukrajinskega rodu
- 24. november - Emir Kusturica, bosanskohercegovski režiser
- 28. november - 
  - Slavko Ivančić, slovenski pevec, pianist in glasbeni pedagog
  - Marko Ivan Rupnik, slovenski jezuit, duhovnik, teolog in mozaičar
- 30. november - Dušan Repovš, slovenski matematik
- 9. december - Jean-Claude Juncker, luksemburški politik in predsednik Evropske komisije
- 25. december - Annie Lennox, britanska pevka
- 28. december - Denzel Washington, ameriški filmski igralec

## Smrti
- 11. januar - Oscar Straus, avstrijski skladatelj in dirigent (* 1870)
- 25. januar - Manabendra Nath Roy, indijski filozof, marksist (* 1887)
- 7. marec - Otto Diels, nemški kemik, nobelovec (* 1876)
- 22. marec - Josip Tominšek, slovenski jezikoslovec, slavist, literarni zgodovinar in planinec (* 1872)
- 30. marec - Fritz London, nemško-ameriški fizik (* 1900)
- 10. april - Auguste Lumière, francoski pionir filma (* 1862)
- 28. april - 
  - Anton Codelli, kranjski plemič in izumitelj (* 1875)
  - Léon Jouhaux, francoski sindikalist, nobelovec (* 1879)
- 14. maj - Heinz Guderian, nemški general in teoretik vojne (* 1888)
- 19. maj - Charles Ives, ameriški skladatelj (* 1874)
- 31. maj - Fran Jeran, slovenski matematik (* 1881)
- 7. junij - Alan Turing, angleški matematik, računalnikar (* 1912)
- 1. julij - Thea von Harbou, nemška igralka (* 1888)
- 13. julij - Frida Kahlo, mehiška slikarka (* 1907)
- 24. avgust - Getúlio Vargas, brazilski politik (* 1882)
- 3. november - Henri Matisse, francoski umetnik (* 1869)
- 28. november - Enrico Fermi, italijansko-ameriški fizik, nobelovec (* 1901)
- 30. november - Wilhelm Furtwängler, nemški dirigent in skladatelj (* 1886)
- 30. december - Nadvojvoda Evgen Avstrijski, avstrijski nadvojvoda in princ Madžarske ter Bohemije (* 1863)

## Nobelove nagrade
- Fizika - Max Born, Walther Bothe
- Kemija - Linus Carl Pauling
- Fiziologija ali medicina - John Franklin Enders, Thomas Huckle Weller, Frederick Chapman Robbins
- Književnost - Ernest Hemingway
- Mir - Pisarna Združenih narodov za begunce